# Teatral'naja
Teatral'naya in russo Театра́льная? è una stazione della Linea Zamoskvoreckaja, la linea 2 (verde) della Metropolitana di Mosca. Prende il nome da Piazza Teatral'naja, su cui sorge il Teatro Bol'šoj.
Inaugurata nel 1938, la stazione presenta pilastri ricoperti in labradorite e marmo bianco che si dice provenga dalla Cattedrale del Cristo Salvatore prima della demolizione. Il soffitto è decorato con bassorilievi in maiolica di N.Ya. Danko. Al termine della banchina, di fronte alle scale, è posto un busto di Jakov Sverdlov, a cui era originariamente intitolata la stazione ("Sverdlovskaja"). L'architetto di Teatral'naja fu I.A. Fomin.

## Interscambi
Da questa stazione è possibile effettuare il trasbordo alle stazioni Ochotnyj Rjad sulla Linea Sokol'ničeskaja e Ploščad' Revoljucii sulla Linea Arbatsko-Pokrovskaja.